# Piąta Aleja
Piąta Aleja (ang. Fifth Avenue) – główna ulica centrum nowojorskiego Manhattanu, jedna z najpopularniejszych i najbardziej rozpoznawalnych ulic handlowych świata. 
Piąta Aleja jest wyróżniana jako symbol zamożnej części Nowego Jorku i jedna z najdroższych ulic świata. Lista „najdroższych ulic” zmienia się każdego roku i zależy od aktualnych wahań i warunków lokalnej gospodarki. Przez kilka lat, począwszy od połowy lat 90., obszar między 49. a 57. ulicą posiadał najdroższą przestrzeń handlową, licząc według kosztu metra kwadratowego. 
W 2008 magazyn Forbes uznał Piątą Aleję za najdroższą ulicę świata.
Piąta Aleja ma swoje początki w parku Washington Square w Greenwich Village. Przebiega następnie przez Midtown, wzdłuż wschodniego boku Central Parku, gdzie graniczy z Upper East Side, a kończy się w Harlemie.

## Historia

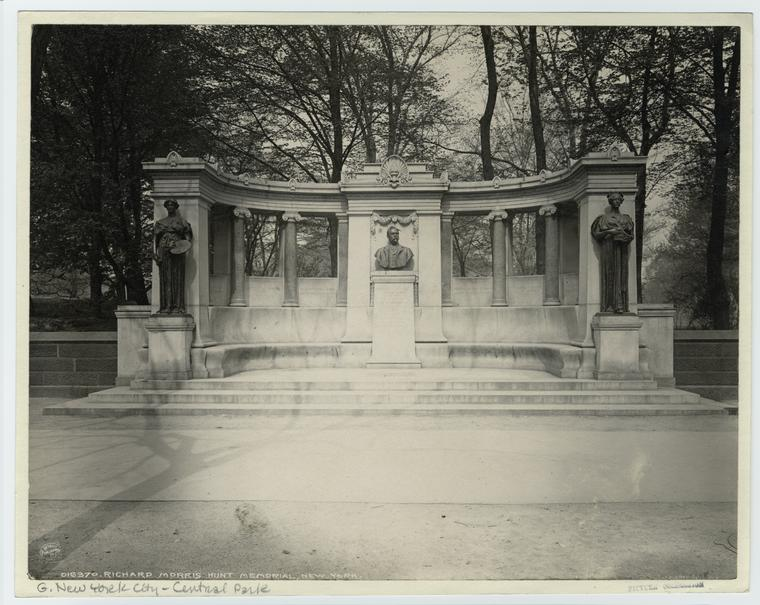
Pomnik upamiętniający nowojorskiego architekta Richarda Morrisa Hunta, na Piątej Alei, pomiędzy ulicami 70. i 71.

Początkowo popularny wśród zamożnych mieszkańców Manhattanu był dolny odcinek Piątej Alei, poczynając od Washington Square w górę. 
W XX wieku zamożni mieszkańcy Nowego Jorku zaczęli przeprowadzać się w okolice Piątej Alei, ale w jej górną część, głównie na ulice od 59. do 96., skąd widok obejmuje Central Park.
Kamieniem milowym dla Piątej Alei okazał się rok 1916, kiedy została wyburzona ogromna posiadłość na rogu 72. ulicy. W jej miejscu wybudowano apartamentowiec 907 Fifth Avenue, pierwszy budynek tego typu na świecie.  
W styczniu 1922 władze miasta zareagowały na zażalenia mieszkańców dotyczące wyburzania kolejnych domów na Piątej Alei i zaostrzyły przepisy dotyczące wysokości, ustanawiając maksymalną wielkość do 75 stóp, czyli około 5-piętrowych obiektów. Architekt J.E.R. Carpenter wniósł do sądu pozew przeciw tej decyzji i wygrał, przez co ponownie zmieniono przepisy. Carpenter argumentował następująco: „standard alei zostałby bardzo podniesiony, gdyby luksusowe apartamentowce zastąpiły stare posiadłości.”

## Komercjalizacja
Przez długi okres Piąta Aleja była przede wszystkim enklawą mieszkalną bogatych nowojorczyków. Pierwszy budynek o przeznaczeniu typowo handlowym - B. Altman And Company - wybudowany został w pierwszych latach XX w. na rogu Piątej Alei i 39. ulicy. Zapoczątkowało to proces, w efekcie którego środkowy odcinek Piątej Alei stał się dystryktem ekskluzywnych butików. Swoje sklepy mają tu Bulgari, Louis Vuitton, Tiffany, Ermenegildo Zegna, Gucci, Prada, Fendi, Versace, Cartier, Emilio Pucci.
Na Piątej Alei mieszczą się także luksusowe domy towarowe Barney's, Bergdorf Goodman, Lord's & Taylor, Saks Fifth Avenue.
Obecnie swoje sklepy mają tam również popularne marki, takie, jak H&M, Zara, Abecrombie & Fitch, Nine West.
Wiele linii lotniczych utworzyło wzdłuż Piątej Alei swoje biura sprzedaży biletów. Jednak część z nich nie zdołała wytrzymać konkurencji i albo zakończyła biznes, albo przeniosła się w inne, tańsze obszary Manhattanu (np. Air France, Finnair oraz KLM).

## Ruch

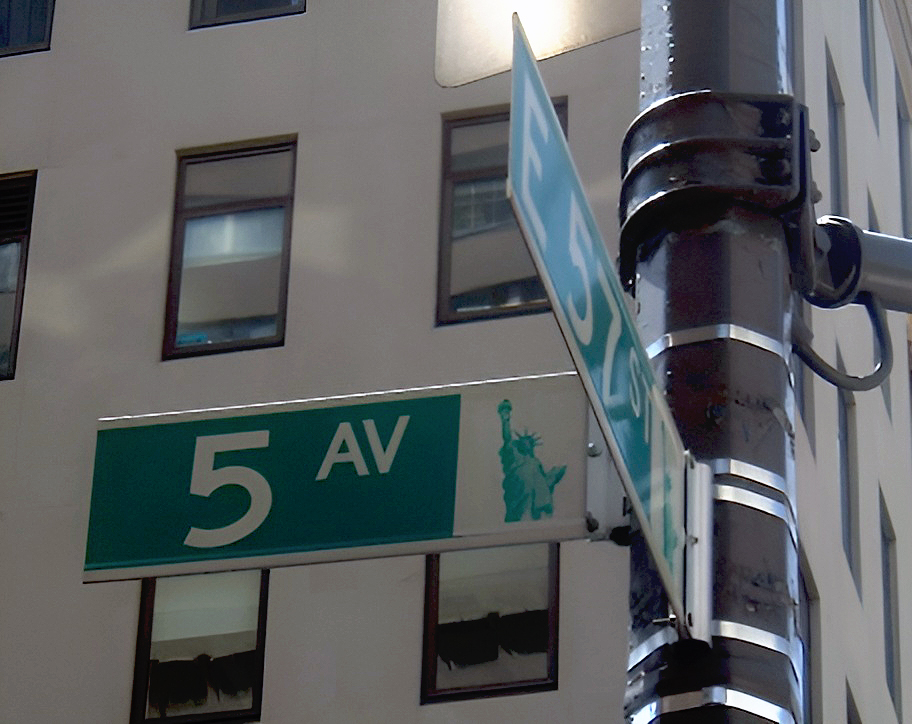
Znak na rogu Piątej Alei i 57. ulicy

Na Piątej Alei panuje ruch jednokierunkowy na południe od 135. ulicy do Washington Square. Zmiana z ruchu dwukierunkowego nastąpiła 14 stycznia 1966, kiedy Madison Avenue przeobrażono w jednokierunkową ulicę (ruch na północ). Ruch dwukierunkowy na Piątej Alei dozwolony jest wyłącznie na 135. ulicy. Od 124. do 120. Aleję przecina Marcus Garvey Park, dlatego obowiązuje ruch okrężny, przez Mount Morris Park West.
Piąta Aleja jest jedną z głównych ulic na Manhattanie, na której nie kursowały tramwaje. Głównym środkiem transportu są: metro, autobusy i taksówki. 

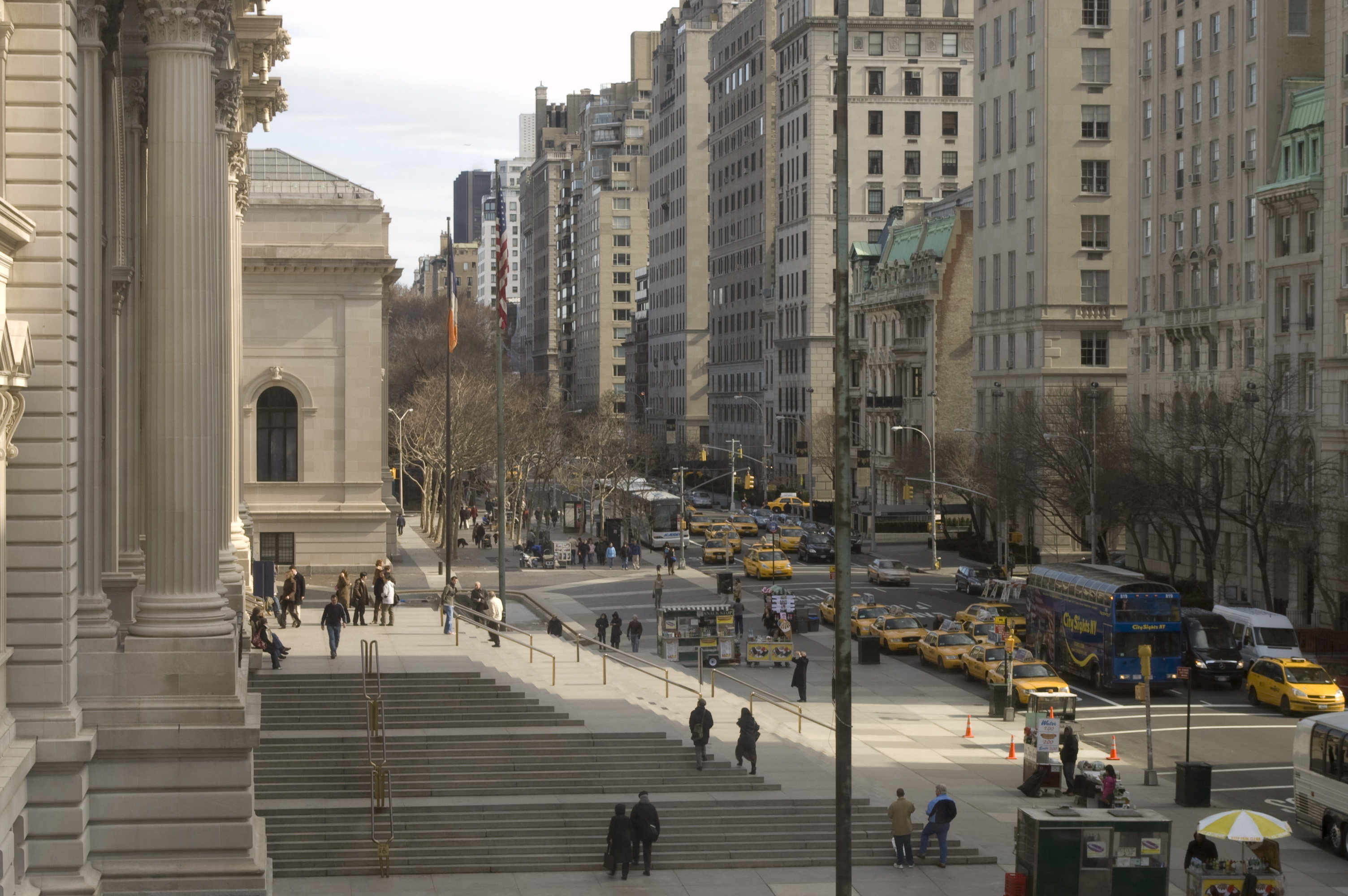
Museum Mile: ruch uliczny w centrum na 81. ulicy zdominowany jest przez autobusy i taksówki

### Parady
Piąta Aleja jest miejscem wielu dorocznych parad, m.in. polskiej Parady Pułaskiego czy irlandzkiej z okazji Dnia św. Patryka. Ruch na Alei zamykany jest nie tylko z okazji tego typu wydarzeń, ale również w trakcie gorących niedziel.
Akcja książki Empire of Dreams autorstwa Gianniny Braschi rozgrywa się m.in. podczas portorykańskiej parady na Piątej Alei.

### Droga rowerowa
Droga rowerowa obejmuje zarówno bezpieczne obszary Piątej Alei przy np. 23. ulicy, która posiada wyznaczone trasy, jak i niebezpieczne części, w regionie Midtown w godzinach szczytu.